# Gare de Hita
La gare de Hita (日田駅, Hita-eki) est une gare ferroviaire de la ville de Hita, dans la préfecture d'Ōita au Japon. Elle est exploitée par la JR Kyushu.

## Situation ferroviaire
La gare de Hita est située au point kilométrique (PK) 47,6 de la ligne principale Kyūdai.

## Histoire
La gare a été inaugurée le 3 mars 1934.

## Service des voyageurs

### Accueil
La gare dispose d'un bâtiment voyageurs, avec guichets, ouvert tous les jours.

### Desserte
- Ligne principale Kyūdai :
  - voies 1 à 3 : direction Kurume et Hakata
  - voies 2 et 3 : direction Yufuin et Ōita